# Coupe de France de futsal 1999-2000
Navigation
1998-1999 2000-2001
La Coupe de France de futsal 1999-2000 est la sixième édition de la compétition. Le tournoi final a lieu le 30 avril 2000 à Caen.

## Tour préliminaire
Double vainqueur de la compétition en 1996 et 1997 puis présent en 1998, l'USVO Grenoble échoue sur la dernière phase qualificative.
Six équipes, dont les cinq meilleures, de l'édition 1998 sont présents à ce tour. Le JL Knutange (finaliste en 1998) échoue contre l'AS Algrange (quatrième), tout comme l'USVO (cinquième) et Cierp (huitième). Le vainqueur de l'époque, CS Roubaix, et le troisième, FC Flers, se qualifient. Ce dernier réalise le score le plus large (12-2) contre le SO Cholet, club national (CFA 2) de football.
Le Petit Bard Montpellier est la seule équipe déjà présente en 1999, sixième sur 8 et accède au tournoi final.
| Lieu                             | Club qualifié (région)                         | Adversaire (région)              | Score |
| -------------------------------- | ---------------------------------------------- | -------------------------------- | ----- |
| Basse-Goulaine (Atlantique)      | FC Flers (Basse-Normandie)                     | SO Cholet (Atlantique)           | 12-2  |
| Coulanges-les-Nevers (Bourgogne) | S’Point Boys Saint-Saulve (Nord Pas-de-Calais) | Neuville-sur-Saône (Rhône-Alpes) | 7-2   |
| Guilherand-Granges (Rhône-Alpes) | Petit Bard Montpellier (Languedoc-Roussillon)  | USVO Grenoble (Rhône-Alpes)      | 3-2   |
| Toulouse (Midi-Pyrénées)         | Vénissieux-Minguette (Rhône-Alpes)             | Cierp (Midi-Pyrénées)            | 2-0   |
| Saint-Avold (Lorraine)           | AS Algrange (Lorraine)                         | JL Knutange (Lorraine)           | 1-0   |
| Saint-Avold (Lorraine)           | FC Lingolsheim (Alsace)                        | ESAP Metz (Lorraine)             | 3-1   |
| Ronchin (Nord Pas-de-Calais)     | Canal Sport Roubaix (Nord Pas-de-Calais)       | FC Livry-Gargan (Paris-IDF)      | 6-4   |
| Bischheim (Alsace)               | Mouloudia Mulhouse (Alsace)                    | Kaysersberg SR (Alsace)          | 2-1   |

## Tournoi final

### Clubs participants
| \| CS Roubaix SPB Saint-Saulve FC Lingolsheim Mouloudia Mulhouse AS Algrange FC Flers Montpellier Vénissieux-Minguette Caen \| Les clubs qualifiés |
| CS Roubaix SPB Saint-Saulve FC Lingolsheim Mouloudia Mulhouse AS Algrange FC Flers Montpellier Vénissieux-Minguette Caen                           |

Sur les huit clubs qualifiés, deux sont des structures spécialisées dans le futsal (SPB Saint Saulve et CS Roubaix), les six autres sont des clubs de football affiliés à la FFF, organisatrice de la compétition.
Quatre clubs présents étaient dans les quatre meilleures équipes de l'édition 1998 : CS Roubaix (vainqueur), FC Flers (troisième) et AS Algrange (quatrième).
Seul le FC Flers est basé dans la moitié Ouest de la France. Six de huit équipes font partie de la moitié Nord du pays, et cinq d'entre elles sont même dans le quart Nord-Ouest.

### Phase de groupe
Les deux clubs spécialistes de futsal, SPB Saint Saulve et CS Roubaix, se qualifient avec le troisième de 1998, FC Flers, et le sixième de 1999, Petit Bard Montpellier.

### Phase finale
Les deux clubs spécialistes de futsal, SPB Saint Saulve et CS Roubaix, se qualifient pour la finale.
|  | Demi-finales           | Demi-finales |                        |   | Finale | Finale |
|  | Demi-finales           | Demi-finales |                        |   | Finale | Finale |
|  |                        |              |                        |   |        |        |
|  |                        |              |                        |   |        |        |
|  |                        |              |                        |   |        |        |
|  | SPB Saint-Saulve       | 3            |                        |   |        |        |
|  | SPB Saint-Saulve       | 3            |                        |   |        |        |
|  | Petit Bard Montpellier | 2            |                        |   |        |        |
|  | Petit Bard Montpellier | 2            | SPB Saint-Saulve       | 4 |        |        |
|  |                        |              | SPB Saint-Saulve       | 4 |        |        |
|  |                        | CS Roubaix   | 1                      |   |        |        |
|  | CS Roubaix             | CS Roubaix   | 1                      | 4 |        |        |
|  | CS Roubaix             |              |                        | 4 |        |        |
|  | FC Flers               | 2            |                        |   |        |        |
|  | FC Flers               | 2            | Match pour la 3e place |   |        |        |
|  |                        |              |                        |   |        |        |
|  |                        |              |                        |   |        |        |
|  |                        |              |                        |   |        |        |
|  | Petit Bard Montpellier | 5            |                        |   |        |        |
|  | Petit Bard Montpellier | 5            |                        |   |        |        |
|  | FC Flers               | 4            |                        |   |        |        |
|  | FC Flers               | 4            |                        |   |        |        |

#### Effectif vainqueur
- S’Point Boys Saint-Saulve (Nord-Pas-de-Calais) :
  - Ali Yuma, Mickaël Di Barbora, Stéphane Cossart, José Mafrici, Patrice Dernoncourt, Rachid Aggouni, Didier Meyskens, Daniel Akli, Jean-Philippe Croix, Stéphane Globez

## Source
- (en) French Futsal Cup 99/2000 sur old.futsalplanet.com